# Норт Вошингтон (Колорадо)
Норт Вошингтон (енгл. North Washington) насељено је место без административног статуса у америчкој савезној држави Колорадо.

## Демографија
По попису из 2010. године број становника је 484, што је 65 (-11,8%) становника мање него 2000. године.
| Група             | 2000.       | 2010.       |
| Белци             | 302 (55,0%) | 215 (44,4%) |
| Афроамериканци    | 14 (2,6%)   | 8 (1,7%)    |
| Азијати           | 11 (2,0%)   | 10 (2,1%)   |
| Хиспаноамериканци | 205 (37,3%) | 233 (48,1%) |
| Укупно            | 549         | 484         |